# Panatto
Panatto o Panacto (in greco antico: Πάνακτον o Πάνακτος?, Pánakton o Pánaktos) era una fortezza dell'Attica situata al confine colla Beozia, vicino all'odierna Prasino.
In passato Panatto è stata scorrettamente identificata con Gyphtokastro (le cui rovine in realtà sono quelle di Eleutere).

## Storia
Nell'estate del 422 a.C., durante la guerra del Peloponneso, i Beoti presero Panatto a tradimento: in passato c'era infatti stato un accordo tra Ateniesi e Beoti secondo il quale nessuna delle due parti avrebbe dovuto abitare il luogo, del quale avrebbero usufruito entrambe le parti.
Nel 421 a.C. la pace di Nicia stabilì che Panatto ritornasse in possesso degli Ateniesi. I Beoti tennero però il controllo del forte e allora gli Spartani, sperando di convincere gli Ateniesi a dar loro Pilo in cambio di Panatto, durante l'inverno 421/420 a.C. stipularono un'alleanza coi Beoti a patto che ridessero Panatto agli Ateniesi. Nell'estate del 420 a.C., però, gli ambasciatori spartani (Andromene, Faidimo e Antimenida) che dovevano restituire ad Atene Panatto e i prigionieri ateniesi ancora in mano beota scoprirono che Panatto era stata distrutta dai Beoti stessi, ma decisero di restituirne comunque ad Atene le macerie assieme ai prigionieri; gli Ateniesi si adirarono con gli ambasciatori, ritenendo che Panatto avrebbe dovuto essere restituita intatta e che il trattato stipulato da Sparta coi Beoti violasse la pace di Nicia.
La fortezza di Panatto fu resa di nuovo efficiente da Cassandro I e venne restituita agli Ateniesi da Demetrio I Poliorcete.